# Brunalger

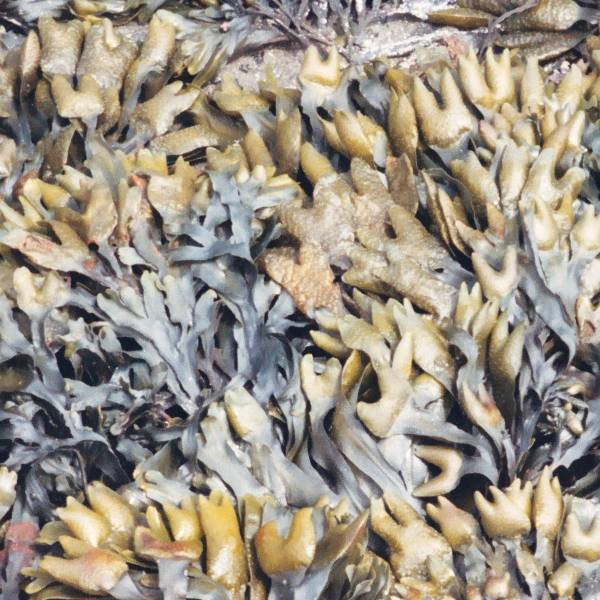
Ishavstång (Fucus distichus) i Olympic National Park, Washington, USA.

Brunalger (Phaeophyceae) är en stor grupp av flercelliga alger som ytligt sett liknar växter, men saknar närmare släktskap med dessa. Tidigare räknades brunalgerna till protisterna och många räknas vardagligt som tång. Brunalger räknas idag till den stora och heterogena gruppen heterokonter, en grupp av eukaryoter i riket Chromalveolata, som främst utmärker sig genom att ha kloroplaster omgivna av fyra membran. De flesta brunalgerna innehåller pigmentet fukoxantin, som ger dem den karaktäristiskt grönbruna färgen de fått sitt namn efter. Brunalgernas förmåga att bilda flercelliga strukturer, med differentierade vävnader, skiljer dem från de övriga heterokonterna. Liksom övriga heterokonter reproducerar de sig dock med hjälp av flagellata sporer och deras könsceller liknar de andra heterokonternas. Genetiskt verkar brunalgernas närmaste släktingar vara gulgrönalger.
Vissa brunalger har en viktig ekologisk roll i den marina miljön, till exempel kelp (Macrocystis) och sargassotång (Sargassum). Utanför Kalifornien bildar kelp (Macrocystis pyrifera), som kan bli 60 meter lång, marina skogar och sargassotång skapar ett unikt habitat i Sargassohavet som den därför givit namn åt. Mycket av den tång som hittas uppspolad på stränder, runt hela jorden, är olika sorters brunalger, till exempel blåstång (Fucus vesiculosus).
Några brunalger används som mat åt både djur och människor, exempelvis brunalgen Laminaria används i soppor (främst i Japan).

## Galleri

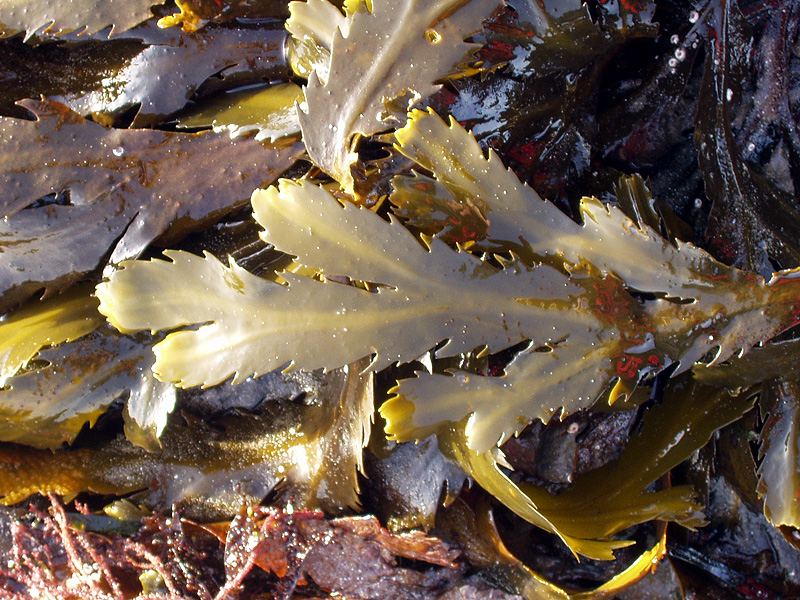
Sågtång Fucus serratus
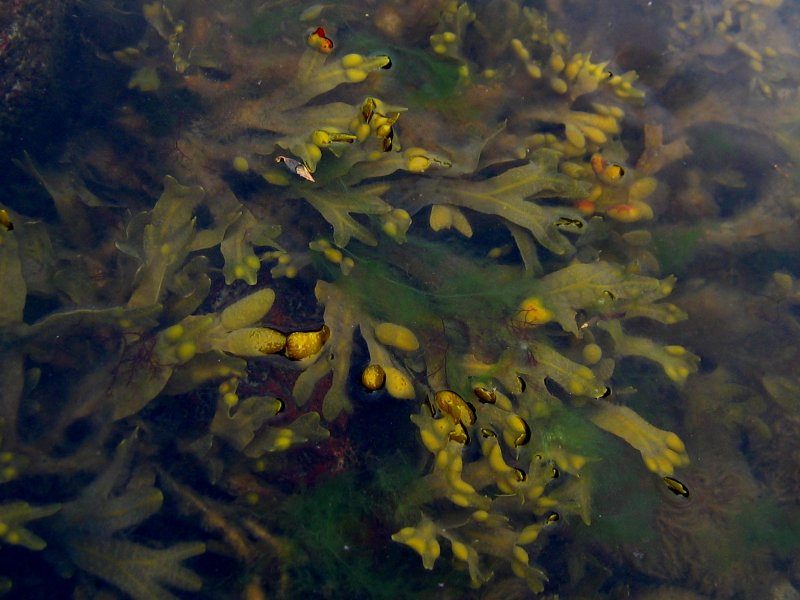
Blåstång Fucus vesiculosus
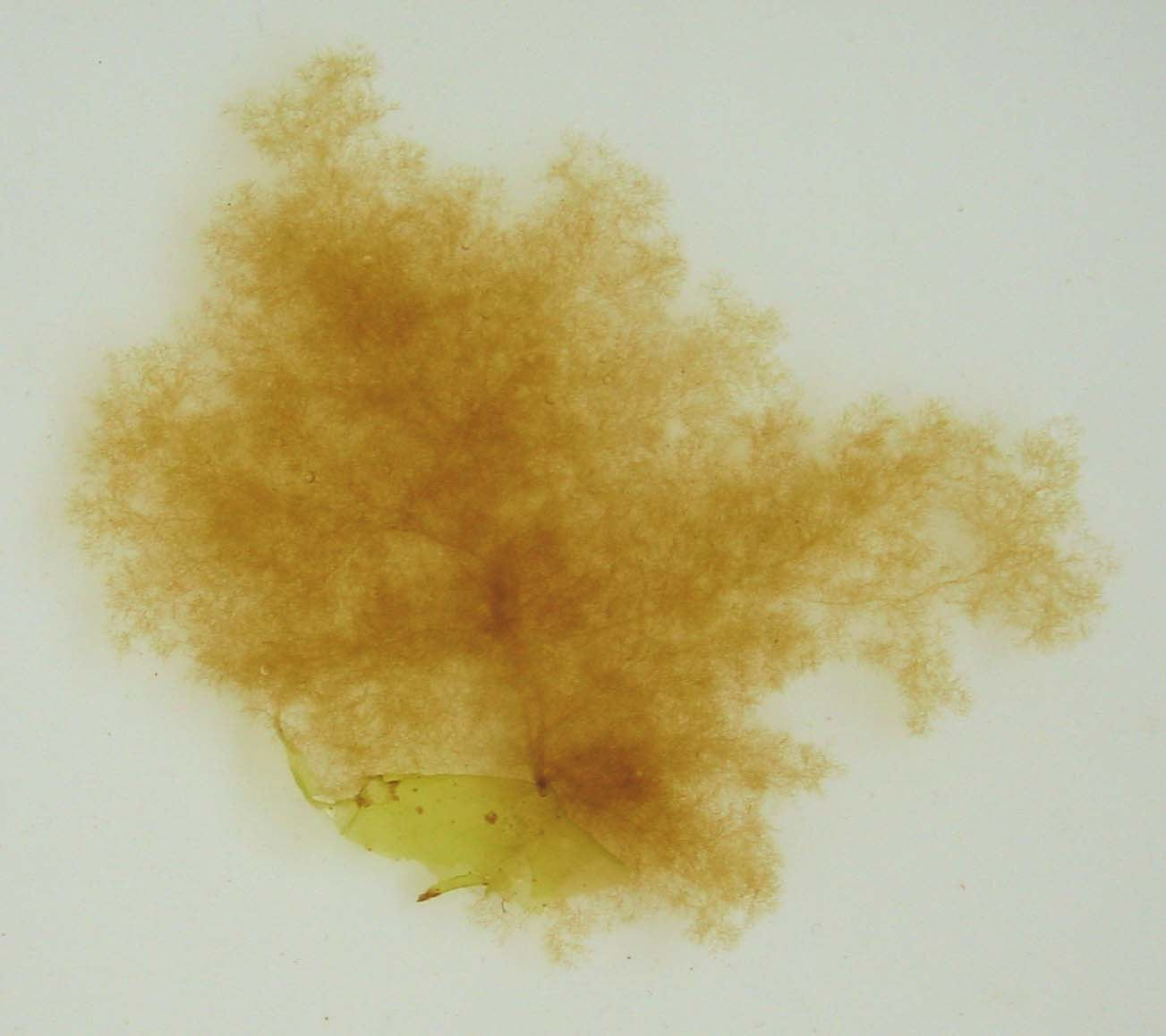
Molnslick Ectocarpus siliculosus
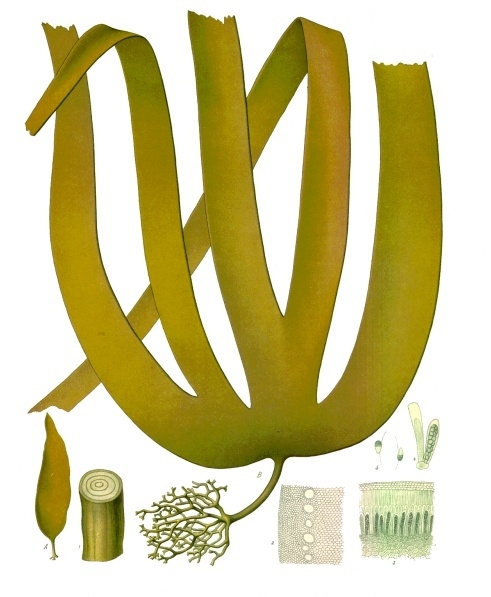
Stortare Laminaria hyperborea